# La tigre bianca (film)
La tigre bianca (The White Tiger) è un film del 2021 scritto e diretto da Ramin Bahrani.
Si tratta dell'adattamento cinematografico dell'omonimo romanzo di Aravind Adiga del 2008. Il film è interpretato da Adarsh Gourav nel suo primo ruolo da protagonista, insieme a Rajkummar Rao e Priyanka Chopra, che sono anche i produttori esecutivi del film.

## Trama
Balram, ricco fondatore di una startup di Bangalore, racconta in una lettera indirizzata al primo ministro cinese la sua storia. Nato in un povero villaggio del nord dell'India con il nome di Balram, inizia a lavorare come autista per una ricca famiglia corrotta. Spinto dalla voglia di riscattarsi socialmente e di vendicarsi dei soprusi ricevuti in qualità di servo appartenente ad una casta bassa, l'astuto Balram riesce ad ingraziarsi il suo padrone Ashok, arrivando ad ucciderlo e a prendere il suo nome e il denaro usato per corrompere la classe politica indiana, per poi recarsi a Bangalore e diventare un imprenditore di successo.

## Distribuzione
Il film è uscito nelle sale il 13 gennaio 2021 e su Netflix il 22 gennaio 2021.

## Accoglienza
Sull'aggregatore Rotten Tomatoes, il film ha un punteggio del 90% basato su 92 recensioni, con una valutazione media di 7,3 / 10. Il consenso dei critici del sito web recita: "Ben interpretato e ben fatto, The White Tiger distillano i punti di forza del suo materiale originale in un dramma cupo e avvincente". Secondo Metacritic, che ha selezionato 28 critici e calcolato un punteggio di 76 su 100, il film ha ricevuto "recensioni generalmente favorevoli".
Il film è stato candidato come miglior sceneggiatura non originale ai Premi Oscar 2021.

## Riconoscimenti
- 2021 - Premio Oscar
  - Candidatura Migliore sceneggiatura non originale a Ramin Bahrani